# Robinsonia mera
Robinsonia mera là một loài bướm đêm thuộc phân họ Arctiinae, họ Erebidae.